# Lý thuyết phân bố giá trị
Trong toán học, lý thuyết phân bố giá trị là một phân ngành của phân tích toán học. Lý thuyết phân bố giá trị được nhà toán học R. Nevanlinna đưa ra năm 1926. Chính vì thế lý thuyết này còn được gọi là lý thuyết Nevanlinna. Mục đích chính của lý thuyết phân bố giá trị là thiết lập định lý cơ bản thứ nhất và định lý cơ bản thứ hai đối với các ánh xạ phân hình.
Một trong những ứng dụng quan trọng bậc nhất của lý thuyết Nevanlinna chính là vấn đề duy nhất, tức là tìm điều kiện để hai ánh xạ phân hình f và g là trùng nhau. Như đã đề cập ở trên, năm 1926, Nevanlinna đã chứng minh được rằng: Với hai hàm phân hình f và g trên mặt phẳng phức C, nếu chúng có cùng ảnh ngược (không tính bội) của năm điểm phân biệt thì f trùng g. Kết quả trên được mở rộng sang trường hợp ánh xạ phân hình từ Cm vào CPn lần đầu tiên bởi Hirotaka Fujimoto. Ông chỉ ra rằng với hai ánh xạ phân hình f và g từ Cm vào CPn nếu chúng có cùng ảnh ngược của (3n+2) siêu phẳng ở vị trí tổng quát trong CPn thì f trùng g. Từ đó, vấn đề này được nghiên cứu một cách liên tục và mạnh mẽ với những kết quả của Hirotaka Fujimoto, W. Stoll, L. Smiley, N. Steinmetz, S.Ji, Min Ru, Z. Tu, M. Shirosaki, Noguchi,... Các kết quả về chủ đề này của nhiều nhà toán học trên thế giới đều đặn được công bố trong suốt hơn 30 năm qua và đặc biệt là những năm gần đây đã chứng tỏ tính thời sự của lý thuyết phân bố giá trị và vấn đề duy nhất đối với ánh xạ phân hình. Cho tới nay vấn đề duy nhất đối với ánh xạ phân hình được giải quyết chủ yếu được dựa vào những kết quả của lý thuyết Nevanlinna- một lý thuyết mà một mặt bản thân còn nhiều vấn đề mở thú vị và nó đang được ứng dụng rộng rãi trong các lĩnh vực khác như: giải tích phức Hyperpolic, xấp xỉ Diophantine,.. Có thể nói việc nghiên cứu vấn đề duy nhất đối với ánh xạ phân hình đòi hỏi cả hai phương diện: xây dựng Lý thuyết phân bố giá trị (mà cụ thể là định lý cơ bản thứ hai) và nghiên cứu ứng dụng của nó. Vấn đề duy nhất đối với ánh xạ phân hình còn được nghiên cứu dưới nhiều sắc thái nữa như đa thức duy nhất, tập duy nhất,.. Với nghĩa rộng hơn như vậy thì vấn đề này còn thu huét được sự quan tâm của nhiều nhà toán học khác như B. Shiffman, H.H. Khoái, F. Gross,...